# HW-01E
docomo with series Ascend HW-01E（ドコモ ウィズシリーズ アセンド エイチダブリューゼロイチイー）は、中国の華為技術（ファーウェイ）によって開発された、NTTドコモの第3.9世代移動通信システム（Xi）と第3世代移動通信システム（FOMA）とのデュアルモード端末である。docomo with seriesのひとつ。

## 概要
ファーウェイとしては初となるNTTドコモ向けのAndroid搭載スマートフォンであり、グローバルモデルであるAscend D1の日本国内ローカライズモデルとなる。「Ascend」は「上昇する」という意味を持つ。
独自の機能として起動時間を短縮する「高速ブート」機能が搭載されており、電源がオフになるとき、シャットダウンを行なわず、システムメモリの内容を維持することで次回起動時に5秒程度で起動することが可能である。この起動方法はシステムメモリの内容が維持されるので、ソフトウェアのトラブルなどは起きない（ただし、そのためバッテリーを抜くと完全にシャットダウンしてしまうため高速起動が無効になる）。
また、グローバルモデルがベースだが、日本独自機能にもいくつか対応しており、NOTTV・ワンセグ・おサイフケータイに対応している。なお、赤外線通信・防水・おくだけ充電には対応していない（ソフトバンクモバイル向けの事実上の兄弟機種STREAM 201HWはワンセグとおサイフケータイも非対応）。

## 主な機能
| 主な対応サービス                                 | 主な対応サービス                         | 主な対応サービス                       | 主な対応サービス                              |
| ------------------------------------------------ | ---------------------------------------- | -------------------------------------- | --------------------------------------------- |
| タッチパネル／加速度センサー                     | Xi／FOMAハイスピード                     | Bluetooth                              | DCMX／おサイフケータイ／赤外線／トルカ        |
| ワンセグ／モバキャス                             | メロディコール                           | テザリング                             | WiFi IEEE802.11b/g/n                          |
| GPS                                              | spモード／電話帳バックアップ             | デコメール／デコメ絵文字／デコメアニメ | iチャネル                                     |
| エリアメール／ソフトウェアーアップデート自動更新 | デジタルオーディオプレーヤー(WMA)(MP3他) | GSM／3Gローミング（WORLD WING）        | フルブラウザ／Flash Player                    |
| Google Play／dメニュー／dマーケット              | Gmail／Google Talk／YouTube／Picasa      | バーコードリーダ／名刺リーダ           | ドコモ地図ナビ／Google Maps／ストリートビュー |

## 歴史
- 2012年8月28日 - NTTドコモより発表。
- 2012年11月14日 - 事前予約開始。
- 2012年11月21日 - 発売開始[6]。

## アップデート・不具合など
2013年5月9日のアップデート
- 画面OFFの状態で放置すると、まれに電池の消耗が早い場合がある不具合を修正する。
- ビルド番号が4.0..1210111、4.0..1301301、4.0..1302221から4.0..1303121になる。

2013年10月17日のアップデート
- 「データの初期化」の機能変更。
- ビルド番号が4.0..1210111、4.0..1301301、4.0..1302221、4.0..1303121から4.0..1310091になる。